# Abspannmontage
Die Abspannmontage ist eine Angelmethode, die von Sportanglern verwendet wird, um den europäischen Wels (Silurus glanis) zu fangen.
Der Köder wird dabei an einem Fixpunkt befestigt, an dem der Angler den Fressplatz des Welses vermutet. Der Köder wird dabei über eine dünne Reißleine fixiert (abgespannt).  Diese Reißleine ist unter Spannung mit der Hauptschnur der Angel verbunden und löst beim Biss einen Selbsthakeffekt des Welses aus. Der Angler nimmt den Biss über die Bewegung der Rutenspitze war. Oft werden Glöckchen oder elektronische Bissanzeiger als zusätzliche Signalgeber verwendet.
Es gibt zahlreiche Abwandlungen dieser Montageart (Steinmontage, Bojenmontage etc.).